# Султанов, Хурсанд
Хурсанд Султанов — советский хозяйственный и государственный деятель, лауреат Государственной премии СССР за выдающиеся достижения в труде.

## Биография
Родился в 1942 году в Самаркандской области. Член КПСС.
Окончил заочное отделение Самаркандского сельскохозяйственного института.
В 1956—1991 — хлопкороб, военнослужащий Советской армии, звеньевой, бригадир хлопководческой бригады колхоза «Самарканд» Пахтакорского района Джизакской области Узбекской ССР.
За освоение и внедрение прогрессивной технологии, комплексной механизации при возделывании технических, овощных культур, картофеля и хлопка, получение высоких и устойчивых урожаев был в составе коллектива удостоен Государственной премии СССР за выдающиеся достижения в труде 1981 года.
Жил в Джизакской области Узбекистана.

## Награды
- Орден Ленина (дважды)
- Орден Трудового Красного Знамени